# Масгрейвс, Кейси
Ке́йси Ли Масгре́йвс (англ. Kacey Lee Musgraves, род. 21 августа 1988, Голден, Техас, США) — американская кантри-певица и автор песен. Она самостоятельно выпустила три альбома, прежде чем появилась в пятом сезоне музыкального конкурсного шоу «Nashville Star», где заняла седьмое место.
В 2012 году Масгрейвс заключила контракт с лейблом Mercury Records, после чего выпустила два студийных альбома «Same Trailer Different Park» (2013) и «Pageant Material» (2015), получивших высокие оценки критиков. Её первый рождественский альбом, «A Very Kacey Christmas», вышел в 2016 году.
Четвёртый студийный альбом Масгрейвс, «Golden Hour» (2018), был встречен с восторженными отзывами от критиков, и выиграл четыре премии «Грэмми», включая «Альбом года» и «Лучший кантри-альбом». 

## Ранние годы
Масгрейвс родилась 21 августа 1988 года в Голдене, штат Техас, в семье художницы Карен Масгрейвс (урождённой Абрамс) и Крейга Масгрейвса, владельца типографии «M-Prints Printing, Inc.». У неё также есть младшая сестра, Келли Кристин Саттон (урождённая Масгрейвс), работающая фотографом.

## Карьера
Проживая в Остине в 2008 году, Кейси, вместе с независимым лейблом «Triple Pop», записала две песни — «Apologize» и «See You Again». Две песни доступны на цифровом EP онлайн. Кейси выступала на туре по Великобритании «Own the Night 2012» популярной группы Lady Antebellum. Затем, она заключила контракт с лейблом Mercury Records и записала её дебютный соло сингл «Merry Go 'Round». Песня входила в её альбом «Same Trailer Different Park», записанный при помощи Shane McAnally и Luke Laird. Релиз альбома был проведён 19-го марта, 2013. Также, Кейси участвовала в записи Миранды Ламберт «Mama's Broken Heart» в 2013 году. Песня «Undermine» в соавторстве с Масгрейвс и ТрентДаббс, была показана 17 октября, 2012 на телеканале ABC в Нэшвилле.

## Личная жизнь
С 14 октября 2017 года Масгрейвс была замужем за музыкантом Растоном Келли, с которым она встречалась около двух лет до свадьбы. Разведена с ним с 2020 года. «Мы вместе приняли это болезненное решение — здоровое решение, которое приходит после очень долгого периода стараний изо всех сил. Это просто не сработало. Хотя наши пути в браке расходятся, мы останемся настоящими друзьями на всю оставшуюся жизнь», — говорится в заявлении. — «Это просто не сработало».

## Дискография

### Студийные альбомы
- Same Trailer Different Park (2013)
- Pageant Material (2015)
- A Very Kacey Christmas (2016)
- Golden Hour (2018)
- Star-Crossed (2021)

## Награды и номинации
| Год  | Ассоциация                                      | Категория                                                                              | Результат                                 |
| ---- | ----------------------------------------------- | -------------------------------------------------------------------------------------- | ----------------------------------------- |
| 2013 | ACM Awards                                      | Top New Female Artist                                                                  | Номинация                                 |
| 2013 | ACM Awards                                      | Top Female Vocalist                                                                    | Номинация                                 |
| 2013 | ACM Awards                                      | Music Video of the Year — «Merry Go 'Round» (two nominations: artist and director)     | Номинация                                 |
| 2013 | CMT Music Awards                                | Female Video of the Year — «Merry Go 'Round»                                           | Номинация                                 |
| 2013 | CMT Music Awards                                | Breakthrough Video of the Year — «Merry Go 'Round»                                     | Номинация                                 |
| 2013 | CMA Awards                                      | Single of the Year — «Merry Go 'Round»                                                 | Номинация                                 |
| 2013 | CMA Awards                                      | Album of the Year — Same Trailer Different Park                                        | Номинация                                 |
| 2013 | CMA Awards                                      | Song of the Year — «Mama's Broken Heart»                                               | Номинация                                 |
| 2013 | CMA Awards                                      | Song of the Year — «Merry Go 'Round»                                                   | Номинация                                 |
| 2013 | CMA Awards                                      | Female Vocalist of the Year                                                            | Номинация                                 |
| 2013 | CMA Awards                                      | New Artist of the Year                                                                 | Победа                                    |
| 2013 | American Country Awards                         |                                                                                        |                                           |
| 2013 | New Artist of the Year                          | Номинация                                                                              |                                           |
| 2013 | Music Video by a New Artist — «Merry Go 'Round» | Номинация                                                                              |                                           |
| 2013 | Song of the Year — «Mama's Broken Heart»        | Номинация                                                                              |                                           |
| 2013 | Song of the Year — «Merry Go 'Round»            | Номинация                                                                              |                                           |
| 2014 | Grammy Awards                                   | Номинация                                                                              | Best New Artist                           |
| 2014 | Grammy Awards                                   | Номинация                                                                              | Best Country Song — «Mama's Broken Heart» |
| 2014 | Grammy Awards                                   | Best Country Song — «Merry Go 'Round»                                                  | Победа                                    |
| 2014 | Grammy Awards                                   | Best Country Album — Same Trailer Different Park                                       | Победа                                    |
| 2014 | ACM Awards                                      | Female Vocalist of the Year                                                            | Номинация                                 |
| 2014 | ACM Awards                                      | Album of the Year — Same Trailer Different Park (two nominations: artist and producer) | Победа                                    |
| 2014 | ACM Awards                                      | Song of the Year — «Mama's Broken Heart»                                               | Номинация                                 |
| 2014 | ACM Awards                                      | Video of the Year — «Blowin' Smoke»                                                    | Номинация                                 |
| 2014 | CMT Music Awards                                | Video of the Year — «Follow Your Arrow»                                                | Номинация                                 |
| 2014 | CMT Music Awards                                | Female Video of the Year — «Follow Your Arrow»                                         | Номинация                                 |
| 2014 | World Music Awards                              | World’s Best Female Artist                                                             | Номинация                                 |
| 2014 | World Music Awards                              | World’s Best Live Act                                                                  | Номинация                                 |
| 2014 | World Music Awards                              | World’s Best Entertainer                                                               | Номинация                                 |
| 2014 | World Music Awards                              | World’s Best Album — Same Trailer Different Park                                       | Номинация                                 |
| 2014 | CMA Awards                                      | Song of the Year — «Follow Your Arrow»                                                 | Победа                                    |
| 2014 | CMA Awards                                      | Video of the Year — «Follow Your Arrow»                                                | Номинация                                 |
| 2014 | CMA Awards                                      | Female Vocalist of the Year                                                            | Номинация                                 |
| 2014 | American Music Awards                           | Favorite Country Artist: Female                                                        | Номинация                                 |
| 2015 | CMA Awards                                      | Female Vocalist of the Year                                                            | Номинация                                 |
| 2015 | CMA Awards                                      | Album of the Year — Pageant Material                                                   | Номинация                                 |
| 2015 | CMA Awards                                      | Video of the Year — «Biscuits»                                                         | Номинация                                 |
| 2016 | UK Americana Awards                             | International Album of the Year — Pageant Material                                     | Номинация                                 |
| 2016 | Grammy Awards                                   | Best Country Album — Pageant Material                                                  | Номинация                                 |
| 2016 | ACM Awards                                      | Female Vocalist of the Year                                                            | Номинация                                 |
| 2016 | ACM Awards                                      | Video of the Year — «Biscuits»                                                         | Номинация                                 |
| 2016 | CMA Awards                                      | International Achievement Award                                                        | Победа                                    |
| 2016 | CMA Awards                                      | Female Vocalist of the Year                                                            | Номинация                                 |
| 2016 | CMT Music Awards                                | Female Video of the Year — «Biscuits»                                                  | Номинация                                 |
| 2016 | Americana Music Honors & Awards                 | Song of the Year — «Dime Store Cowgirl»                                                | Номинация                                 |
| 2016 | People's Choice Awards                          | Favorite Female Country Artist                                                         | Номинация                                 |
| 2017 | ACM Awards                                      | Female Vocalist of the Year                                                            | Номинация                                 |